# Liste des conseillers régionaux de Provence-Alpes-Côte d'Azur
 (août 2021).
Le conseil régional de Provence-Alpes-Côte d'Azur est composé de 123 conseillers régionaux élu au scrutin proportionnel de liste avec prime majoritaire à deux tours.
Les dernières élections ont eu lieu les 6 et 13 décembre 2015. La droite (LR, UDI, MoDem et DVD) dispose d'une majorité des sièges et le Front national forme l'opposition. On peut noter l'absence de tout conseiller régional de gauche dans cette assemblée : la raison en est que, entre les 2 tours de l'élection régionale de 2015, LR et PS ont conclu une alliance dont l'objet unique était d'empêcher Marion Maréchal d'accéder à la présidence de cette importante Région; c'est ainsi que le PS, alors dirigé en PACA par Christophe Castaner, a accepté de retirer sa liste de gauche entre les 2 tours et d'apporter les voix de la gauche… à la droite classique de Christian Estrosi, barrant ainsi la route au FN (devenu RN en 2018).

## Liste des conseillers régionaux

### Depuis 2021
| Nom                            | Dép. | Parti | Groupe                           | Informations |
| ------------------------------ | ---- | ----- | -------------------------------- | --- |
| Patrick Adrien                 | 84   | LR    | Notre Région d'abord             | Maire de Valréas Président de la communauté de communes Enclave des Papes – Pays de Grignan |
| Sabrina Agresti-Roubache       | 13   | RE    | Notre Région d'abord             | Députée de la première circonscription des Bouches-du-Rhône |
| Jean Aillaud                   | 84   | LR    | Notre Région d'abord             | Premier adjoint au maire d'Apt Vice-président de la communauté de communes du Pays d'Apt-Luberon |
| Claude Alemagna                | 83   | HOR   | Notre Région d'abord             | Président de l’AREA Maire de Lorgues Vice-président de la communauté d’agglomération Dracénie Provence Verdon |
| Magali Altounian               | 06   | RE    | Notre Région d'abord             | Adjointe au maire de Nice, déléguée aux Institutions européennes, au Rayonnement de la ville, subdéléguée aux Finances européennes Conseillère métropolitaine de la métropole Nice Côte d’Azur                      |
| Serge Amar                     | 06   | LR    | Notre Région d'abord             | Adjoint au maire d'Antibes Conseiller communautaire de la communauté d’agglomération Sophia Antipolis |
| Claire Aragones                | 84   | DVD   | Notre Région d'abord             | Maire des Beaumettes Vice-présidente de la communauté d’agglomération Luberon Monts de Vaucluse |
| Dominique Augey                | 13   | UDI   | Notre Région d'abord             | Adjointe au maire d’Aix-en-Provence |
| Suzelle Ayot                   | 13   | DVD   | Notre Région d'abord             | Ajointe au maire d'Istres |
| Marion Bareille                | 13   | LR    | Notre Région d'abord             | Maire du VIIe secteur de Marseille Conseillère métropolitaine de la métropole d'Aix-Marseille-Provence |
| Thomas Berettoni               | 06   | HOR   | Notre Région d'abord             | Premier adjoint au maire de Saint-Laurent-du-Var Conseiller métropolitain de la métropole Nice Côte d'Azur |
| Bruno Bettati                  | 06   | LR    | Notre Région d'abord             | Maire de La Gaude Conseiller métropolitain délégué de la métropole Nice Côte d'Azur |
| Michel Bissière                | 84   | LR    | Notre Région d'abord             | Président d’ARSUD Conseiller municipal d'Avignon Conseiller communautaire de la communauté d'agglomération Grand Avignon                                                                                            |
| Laurence Boetti-Forestier      | 06   | MoDem | Notre Région d'abord             | |
| Jean-Charles Borghini          | 04   | DVG   | Notre Région d'abord             | Maire de La Brillanne |
| Véronique Borré                | 06   | HOR   | Notre Région d'abord             | Huitième vice-présidente |
| Georges Botella                | 06   | RE    | Notre Région d'abord             | Maire de Théoule-sur-Mer |
| Jacqueline Bouyac              | 84   | HOR   | Notre Région d'abord             | Quatorzième vice-présidente Présidente du PNR du Mont-Ventoux Première adjointe au maire de Carpentras Présidente de la communauté d’agglomération du Comtat Venaissin                                              |
| Dominique Brogi                | 84   | DVD   | Notre Région d'abord             | |
| Aurore Bruna                   | 13   | DVD   | Notre Région d'abord             | Adjointe au Maire du Ve secteur de Marseille Conseillère municipale de Marseille |
| Françoise Bruneteaux           | 06   | LR    | Notre Région d'abord             | Présidente de SUD THD Adjointe au maire de Cannes |
| Marie-Florence Bulteau-Rambaud | 13   | MoDem | Notre Région d'abord             | Dixième vice-présidente |
| Isabelle Campagnola-Savon      | 13   | HOR   | Notre Région d'abord             | Conseillère municipale de Marseille Conseillère métropolitaine de la métropole d'Aix-Marseille-Provence |
| Josy Chambon                   | 83   | UDI   | Notre Région d'abord             | Présidente du Gérontopole Sud Seizième adjointe au maire de Toulon Conseillère métropolitaine Toulon Provence Méditerranée                                                                                          |
| Anne Claudius-Petit            | 13   | RE    | Notre Région d'abord             | Présidente de l’Agence Régionale Pour la Biodiversité et l’Environnement de Provence-Alpes-Côte d’Azur |
| Patricia Colin                 | 13   | DVD   | Notre Région d'abord             | Première adjointe au Maire de Marignane |
| Jean-Pierre Colin              | 83   | LC    | Notre Région d'abord             | Septième vice-président Premier adjoint au maire de La Seyne sur Mer |
| Georges Cristiani              | 13   | DVD   | Notre Région d'abord             | Président de l’Union des maires des Bouches-du-Rhône Maire de Mimet Vice-président de la métropole d'Aix-Marseille-Provence                                                                                         |
| Jean-Paul David                | 06   | LMR   | Notre Région d'abord             | Président de la Régie régionale des transports Président de l’Union des Maires des Alpes-Maritimes Maire de Guillaumes Troisième vice-président de la communauté de communes Alpes d'Azur                           |
| François de Canson             | 83   | DVD   | Notre Région d'abord             | Troisième vice-président Président du CRT Maire de La-Londe-Les-Maures Président de la communauté de communes Méditerranée Porte des Maures                                                                         |
| Philippe Delaunay              | 83   | DVD   | Notre Région d'abord             | |
| Véronique Delfaux              | 83   | DVD   | Notre Région d'abord             | Adjointe au maire de Brignoles Conseillère communautaire du Comté de Provence |
| Jean-Marc Delia                | 06   | DVD   | Notre Région d'abord             | Maire de Saint-Vallier-de-Thiey Vice-président de la communauté d’agglomération du Pays de Grasse |
| Sylvaine Di Caro               | 13   | UDI   | Notre Région d'abord             | Adjointe au maire d’Aix-en-Provence |
| Roger Didier                   | 05   | DVD   | Notre Région d'abord             | Maire de Gap Président de la communauté d’agglomération du Gapençais |
| Alexandre Doriol               | 13   | DVD   | Notre Région d'abord             | Premier adjoint au maire de La Ciotat |
| Christian Estrosi              | 06   | HOR   | Notre Région d'abord             | Président délégué du conseil régional Maire de Nice Président de la métropole Nice Côte d’Azur |
| Chantal Eyméoud                | 05   | HOR   | Notre Région d'abord             | Deuxième vice-présidente Maire d’Embrun Présidente de la communauté de communes Serre-Ponçon |
| Colette Fabron                 | 06   | HOR   | Notre Région d'abord             | Maire de Saint-Étienne-de-Tinée Vice-présidente de la métropole Nice Côte d’Azur |
| Nathalie Fedi                  | 13   | DVD   | Notre Région d'abord             | Première adjointe au maire du Ve secteur de Marseille |
| David Galtier                  | 13   | DVD   | Notre Région d'abord             | Vice-président de la métropole d'Aix-Marseille-Provence Conseiller municipal de Marseille Conseiller d'arrondissement du VIIe secteur de Marseille                                                                  |
| Richard Galy                   | 06   | LR    | Notre Région d'abord             | Président des Chorégies d’Orange Maire de Mougins Vice-président de la communauté d'agglomération Cannes Pays de Lérins                                                                                             |
| Alain Gargani                  | 13   | DVD   | Notre Région d'abord             | Conseiller municipal de MarseilleConseiller d'arrondissement du Ier secteur de Marseille |
| André Garron                   | 83   | DVD   | Notre Région d'abord             | Maire de Solliès-Pont Président de la Communauté de Communes du Gapeau Méditerranée |
| David Gehant                   | 04   | DVD   | Notre Région d'abord             | Cinquième vice-président Maire de Forcalquier Président de la communauté de communes Pays de Forcalquier – Montagne de Lure                                                                                         |
| Bruno Genzana                  | 13   | LC    | Notre Région d'abord             | Vice-président du Conseil départemental des Bouches-du-Rhône |
| Valérie Giacomazzi             | 13   | HOR   | Notre Région d'abord             | Conseillère municipale de Bouc-Bel-Air |
| Nicolas Isnard                 | 13   | LR    | Notre Région d'abord             | Neuvième vice-président Président de l’Établissement Public Foncier Régional Maire de Salon-de-Provence Vice-président de la métropole d'Aix-Marseille Provence Président du conseil de territoire du Pays Salonais |
| Sophie Joissains               | 13   | UDI   | Notre Région d'abord             | Quatrième vice-présidente Maire d’Aix-en-Provence Conseillère métropolitaine de la métropole d'Aix-Marseille Provence                                                                                               |
| Fabienne Joly                  | 83   | DVD   | Notre Région d'abord             | |
| Cyril Juglaret                 | 13   | DVD   | Notre Région d'abord             | |
| Bernard Kleynhoff              | 13   | RE    | Notre Région d'abord             | Président de Rising Sud |
| Sandra Kuntz                   | 83   | LR    | Notre Région d'abord             | Adjointe au maire de Six-Fours-les-Plages |
| Aurore Laroche                 | 83   | LR    | Notre Région d'abord             | |
| Pierre-Paul Léonelli           | 06   | LR    | Notre Région d'abord             | Président du groupe « Notre région d’abord » Adjoint au maire de Nice Vice-président de la métropole Nice Côte d’Azur                                                                                               |
| Georges Léonetti               | 13   | DVD   | Notre Région d'abord             | |
| Eléonore Leprettre             | 13   | MoDem | Notre Région d'abord             | Deuxième vice-présidente du groupe « Notre région d’abord » |
| Hervé Liberman                 | 13   | UDI   | Notre Région d'abord             | |
| Christophe Madrolle            | 13   | UCE   | Notre Région d'abord             | |
| Mohamed Mahali                 | 83   | DVD   | Notre Région d'abord             | Adjoint au maire de Toulon |
| Edwige Marino                  | 83   | LR    | Notre Région d'abord             | Adjointe au maire d’Hyères Conseillère métropolitaine de Toulon Provence Méditerranée |
| Bénédicte Martin               | 84   | RE    | Notre Région d'abord             | Sixième vice-présidente |
| Bertrand Mas-Fraissinet        | 13   | RE    | Notre Région d'abord             | Conseiller municipal de Cassis |
| Vincent Morisse                | 83   | LR    | Notre Région d'abord             | Maire de Sainte-Maxime Président de la communauté de communes Golfe de Saint-Tropez |
| Renaud Muselier                | 13   | RE    | Notre Région d'abord             | Président de la région Provence-Alpes-Côte d'Azur Président délégué de Régions de France |
| Sandra Paire                   | 06   | LR    | Notre Région d'abord             | Première adjointe au maire de Menton |
| Noelle Palazzetti              | 06   | DVD   | Notre Région d'abord             | Adjointe au maire de Cagnes-sur-Mer |
| Jean-François Perilhou         | 84   | DVD   | Notre Région d'abord             | Maire de Vaison-la-Romaine Président de la communauté de communes Vaison Ventoux |
| Ludovic Perney                 | 13   | LR    | Notre Région d'abord             | Quinzième vice-président Conseiller d'arrondissement du IVe secteur de Marseille |
| Serge Perotino                 | 13   | DVD   | Notre Région d'abord             | Maire de Cadolive Vice-président de la métropole d'Aix-Marseille-Provence |
| Virginie Hornus Pin            | 83   | DVD   | Notre Région d'abord             | Douzième vice-présidente Adjointe au maire de Toulon |
| Solange Ponchon                | 13   | DVD   | Notre Région d'abord             | Première adjointe au maire de Châteaurenard |
| Caroline Pozmentier-Sportich   | 13   | RE    | Notre Région d'abord             | Présidente du FRAC |
| Jean-Pierre Richard            | 13   | DVD   | Notre Région d'abord             | |
| Violaine Richard               | 84   | DVD   | Notre Région d'abord             | |
| Agnès Rossi                    | 05   | RE    | Notre Région d'abord             | |
| Roger Roux                     | 06   | LR    | Notre Région d'abord             | Maire de Beaulieu-sur-Mer Conseiller métropolitain de la métropole Nice Côte d’Azur |
| Jennifer Salles-Barbosa        | 06   | LC    | Notre Région d'abord             | Adjointe au maire de Nice |
| Jean-Pierre Serrus             | 13   | RE    | Notre Région d'abord             | Treizième vice-président Maire de La Roque d’Anthéron |
| Sylvie Siri                    | 83   | DVD   | Notre Région d'abord             | Maire de Saint-Tropez Vice-présidente de la communauté de communes Golfe de Saint-Tropez |
| Hervé Stassinos                | 83   | LR    | Notre Région d'abord             | Maire du Pradet Vice-président de la métropole Toulon Provence Méditerranée |
| Richard Strambio               | 83   | DVD   | Notre Région d'abord             | Maire de Draguignan Président de la communauté d’agglomération Dracénie Provence Verdon |
| Sophie Vaginay-Ricourt         | 04   | UDR   | Construisons la Région de demain | Maire de Barcelonnette Présidente de la communauté de communes Vallée de l’Ubaye Serre-Ponçon |
| Marjorie Viort                 | 83   | DVD   | Notre Région d'abord             | Maire du Thoronet Vice-présidente de la communauté de communes Cœur du Var |
| Louis Albrand                  | 05   | RN    | Construisons la Région de demain | |
| Franck Allisio                 | 13   | RN    | Construisons la Région de demain | Conseiller municipal de Marseille Conseiller d'arrondissement du VIe secteur de Marseille Député de la 12e circonscription des Bouches-du-Rhône Conseiller métropolitain de la métropole d'Aix-Marseille-Provence   |
| Bénédicte Auzanot              | 84   | RN    | Construisons la Région de demain | Conseillère municipale de Cavaillon Députée de la 2e circonscription de Vaucluse |
| Eléonore Bez                   | 13   | RN    | Construisons la Région de demain | Conseillère municipale de Marseille Conseillère d'arrondissement du Ve secteur de Marseille Conseillère métropolitaine de la métropole d'Aix-Marseille-Provence                                                     |
| Frédéric Boccaletti            | 83   | RN    | Construisons la Région de demain | Conseiller municipal de Six-Fours-les-Plages Député de la 7e circonscription du Var Conseiller métropolitain de Toulon Provence Méditerranée                                                                        |
| Michèle Bougearel              | 13   | CNIP  | Construisons la Région de demain | |
| Laure Chevalier                | 13   | RN    | Construisons la Région de demain | Conseillère municipale de Gignac-la-Nerthe |
| Nathalie Chevillard            | 13   | REC   | Non-inscrit                      | |
| Thierry D'Aigremont            | 84   | RN    | Construisons la Région de demain | |
| Sandrine d'Angio               | 13   | REC   | Non-inscrit                      | Conseillère d'arrondissement du VIIe secteur de Marseille Conseillère municipale de Marseille Conseillère départementale des Bouches-du-Rhône Conseillère métropolitaine de la métropole d'Aix-Marseille-Provence   |
| Linda Dalmasso                 | 06   | RN    | Construisons la Région de demain | |
| Valérie Delpech                | 06   | REC   | Non-inscrit                      | |
| Virginie Escalier              | 06   | RN    | Construisons la Région de demain | |
| Hervé Fabre-Aubrespy           | 13   | RN    | Construisons la Région de demain | |
| Ida Ferrari                    | 06   | RN    | Construisons la Région de demain | |
| Muriel Fiol                    | 83   | RN    | Construisons la Région de demain | |
| Emmanuel Fouquart              | 13   | RN    | Construisons la Région de demain | Conseiller municipal de Martigues |
| Maximilien Fusone              | 13   | RN    | Construisons la Région de demain | |
| Jean-Louis Geiger              | 13   | RN    | Construisons la Région de demain | |
| Frank Giletti                  | 83   | RN    | Construisons la Région de demain | Député de la 6e circonscription du Var |
| Christian Girard               | 04   | RN    | Construisons la Région de demain | Conseiller municipal de Manosque Conseiller communautaire de la Communauté d’Agglomération Durance Lubéron Député de la 1re circonscription des Alpes-de-Haute-Provence                                             |
| Sophie Grech                   | 13   | REC   | Non-inscrit                      | Conseillère d'arrondissement du VIIIe secteur de Marseille Conseillère municipale de Marseille Conseillère métropolitaine de la métropole d'Aix-Marseille-Provence                                                  |
| Coline Houssays                | 83   | RN    | Construisons la Région de demain | Conseillère municipale de Lorgues |
| Brigitte Lancine               | 83   | RN    | Construisons la Région de demain | Adjointe au maire de Fréjus |
| Laure Lavalette                | 83   | RN    | Construisons la Région de demain | Députée de la deuxième circonscription du Var Conseillère municipale de Toulon |
| Thierry Mariani                | 84   | RN    | Construisons la Région de demain | Président du groupe « Construisons la région de demain » Député européen |
| Alexandra Masson               | 06   | RN    | Construisons la Région de demain | Députée de la 4e circonscription des Alpes-Maritimes |
| Bryan Masson                   | 06   | RN    | Construisons la Région de demain | Conseiller municipal de Saint-Laurent-du-Var Député de la 6e circonscription des Alpes-Maritimes |
| Laurent Merengone              | 06   | RN    | Construisons la Région de demain | |
| Amaury Navarranne              | 83   | RN    | Construisons la Région de demain | Conseiller municipal de Toulon Conseiller métropolitain de Toulon Provence Méditerranée |
| Clémence Parodi                | 13   | RN    | Construisons la Région de demain | Conseillère d'arrondissement du Ier secteur de Marseille |
| David Rachline                 | 83   | RN    | Construisons la Région de demain | Maire de Fréjus Vice-président de la Communauté d’Agglomération Esterel Côte d’Azur |
| Stéphane Rambaud               | 83   | RN    | Construisons la Région de demain | Député de la 3e circonscription du Var |
| Jean-Guillaume Remise          | 13   | IDL   | Non-inscrit                      | |
| Anne-Sophie Rigault            | 84   | RN    | Construisons la Région de demain | Conseillère municipale d’Avignon Conseillère communautaire de la communauté d’agglomération Grand Avignon |
| Catherine Rimbert              | 84   | RN    | Construisons la Région de demain | Conseillère municipale de Carpentras |
| Lionel Tivoli                  | 06   | RN    | Construisons la Région de demain | Député de la 2e circonscription des Alpes-Maritimes |
| Philippe Vardon                | 06   | IDL   | Non-inscrit                      | Conseiller municipal de Nice Conseiller métropolitain de la métropole Nice Côte d'Azur |
| Alain Vizier                   | 13   | RN    | Construisons la Région de demain | |

### 2015-2021
| Nom                        | Dép. | Parti | Parti | Groupe               | Informations                                                                          |
| -------------------------- | ---- | ----- | ----- | -------------------- | ------------------------------------------------------------------------------------- |
| Eliane Barreille           | 04   |       | LR    | Union pour la région | 6e vice-présidente Conseillère municipale de Malijai                                  |
| David Gehant               | 04   |       | LR    | Union pour la région |                                                                                       |
| Roselyne Giai-Gianetti     | 04   |       | DVD   | Union pour la région | Conseillère municipale de Manosque                                                    |
| Chantal Eymeoud            | 05   |       | LC    | Union pour la région | 2e vice-présidente Maire d'Embrun                                                     |
| Roger Didier               | 05   |       | DVD   | Union pour la région | 13e vice-président Maire de Gap                                                       |
| Anne-Marie Forgeoux        | 05   |       | LR    | Union pour la région | Maire du Monêtier-les-Bains                                                           |
| Christian Estrosi          | 06   |       | LR    | Union pour la région | Président délégué du conseil régional Maire de Nice Président de la métropole de Nice |
| Christelle D'Intorni       | 06   |       | LR    | Union pour la région | Maire de Rimplas                                                                      |
| Serge Amar                 | 06   |       | MRSL  | Union pour la région | Adjoint au Maire d'Antibes                                                            |
| Françoise Bruneteaux       | 06   |       | LR    | Union pour la région | 4e vice-présidente Adjointe au maire de Cannes                                        |
| Pierre-Paul Leonelli       | 06   |       | LR    | Union pour la région | Adjoint au Maire de Nice                                                              |
| Agnès Rampal               | 06   |       | LR    | Union pour la région | Adjointe au Maire de Nice                                                             |
| Philippe Tabarot           | 06   |       | LR    | Union pour la région | 11e vice-président                                                                    |
| Monique Manfredi           | 06   |       | LR    | Union pour la région | Adjointe au Maire de Roquebilière                                                     |
| Richard Galy               | 06   |       | LR    | Union pour la région | Maire de Mougins                                                                      |
| Laurence Trastour-Isnart   | 06   |       | LR    | Union pour la région | Adjointe au Maire de Cagnes-sur-Mer                                                   |
| Loïc Dombreval             | 06   |       | UDI   | Union pour la région | Maire de Vence                                                                        |
| Jennifer Salles-Barbosa    | 06   |       | LC    | Union pour la région |                                                                                       |
| Roger Roux                 | 06   |       | LR    | Union pour la région | Maire de Beaulieu-sur-Mer                                                             |
| Muriel Di Bari             | 06   |       | LR    | Union pour la région | Adjointe au Maire du Cannet                                                           |
| Jean-Bernard Mion          | 06   |       | LR    | Union pour la région | Maire de La-Colle-sur-Loup                                                            |
| Laurence Boetti-Forestier  | 06   |       | MoDem | Union pour la région | Conseillère Municipale de Breil sur Roya                                              |
| Bernard Kleynhoff          | 06   |       | DVD   | Union pour la région |                                                                                       |
| Julie Flambard             | 06   |       | LR    | Union pour la région | Conseillère Municipale de Mandelieu-la-Napoule                                        |
| Michel Meïni               | 06   |       | LR    | Union pour la région | Maire de La Gaude                                                                     |
| Renaud Muselier            | 13   |       | LR    | Union pour la région | Président du conseil régional                                                         |
| Sophie Joissains           | 13   |       | UDI   | Union pour la région | 8e vice-présidente Sénatrice des Bouches-du-Rhône                                     |
| Bernard Deflesselles       | 13   |       | LR    | Union pour la région | 5e vice-président Député de la 9e circonscription des Bouches-du-Rhône                |
| Arlette Fructus            | 13   |       | MRSL  | Union pour la région | Adjointe au maire de Marseille                                                        |
| Nicolas Isnard             | 13   |       | LR    | Union pour la région | Maire de Salon-de-Provence                                                            |
| Catherine Giner            | 13   |       | LR    | Union pour la région | Adjointe au maire de Marseille                                                        |
| Daniel Sperling            | 13   |       | LR    | Union pour la région | Adjoint au maire de Marseille                                                         |
| Dominique Augey            | 13   |       | LR    | Union pour la région | Adjointe à la maire d'Aix-en-Provence                                                 |
| Maurice Battin             | 13   |       | LR    | Union pour la région |                                                                                       |
| Nora Preziosi              | 13   |       | LR    | Union pour la région | Adjointe au maire de Marseille                                                        |
| Pierre Grand-Dufay-Laugier | 13   |       | DVD   | Union pour la région |                                                                                       |
| Eléonore Leprettre         | 13   |       | MoDem | Union pour la région |                                                                                       |
| Roland Giberti             | 13   |       | UDI   | Union pour la région | Maire de Gémenos                                                                      |
| Pascale Licari             | 13   |       | DVD   | Union pour la région | Maire du Paradou                                                                      |
| Georges Leonetti           | 13   |       | DVD   | Union pour la région |                                                                                       |
| Monique Robineau           | 13   |       | LR    | Union pour la région | Conseillère municipale d'Allauch                                                      |
| Maxime Tommasini           | 13   |       | LR    | Union pour la région |                                                                                       |
| Isabelle Savon             | 13   |       | LR    | Union pour la région | Conseillère municipale de Marseille                                                   |
| Richard Miron              | 13   |       | LR    | Union pour la région | Adjoint au maire de Marseille                                                         |
| Mireille Benedetti         | 13   |       | LC    | Union pour la région | Adjointe au maire de La Ciotat                                                        |
| Xavier Cachard             | 13   |       | DVD   | Union pour la région |                                                                                       |
| Caroline Pozmentier        | 13   |       | LR    | Union pour la région | 12e vice-présidente Adjointe au maire de Marseille                                    |
| Bruno Genzana              | 13   |       | LC    | Union pour la région | Vice-président du conseil départemental des Bouches-du-Rhône                          |
| Florence Bulteau-Rambaud   | 13   |       | MoDem | Union pour la région |                                                                                       |
| Christian Burle            | 13   |       | DVD   | Union pour la région | Maire de Peynier                                                                      |
| Anne Claudius-Petit        | 13   |       | UDI   | Union pour la région |                                                                                       |
| Jean-Marc Martin-Teissere  | 13   |       | LR    | Union pour la région | Maire de Verquières                                                                   |
| Sylvaine Di Caro           | 13   |       | LR    | Union pour la région | Adjointe à la maire d'Aix-en-Provence                                                 |
| Ludovic Perney             | 13   |       | LR    | Union pour la région |                                                                                       |
| Béatrice Aliphat           | 13   |       | DVD   | Union pour la région | Maire de Saint-Mitre-les-Remparts                                                     |
| Philippe Maurizot          | 13   |       | LR    | Union pour la région | Conseiller municipal de Fos-sur-Mer                                                   |
| Philippe Vitel             | 83   |       | LR    | Union pour la région | 9e vice-président Député de la 2e circonscription du Var                              |
| Maud Fontenoy              | 83   |       | LR    | Union pour la région | 10e vice-présidente                                                                   |
| Yannick Chenevard          | 83   |       | LR    | Union pour la région | 7e vice-président Adjoint au maire de Toulon                                          |
| Catherine Roubeuf          | 83   |       | LR    | Union pour la région |                                                                                       |
| Claude Alemagna            | 83   |       | LR    | Union pour la région | Maire de Lorgues                                                                      |
| Edwige Marino              | 83   |       | LR    | Union pour la région |                                                                                       |
| Jean-Pierre Colin          | 83   |       | UDI   | Union pour la région |                                                                                       |
| Hélène Rigal               | 83   |       | LR    | Union pour la région |                                                                                       |
| François De Canson         | 83   |       | LR    | Union pour la région | Maire de La Londe-les-Maures                                                          |
| Josy Chambon               | 83   |       | MRSL  | Union pour la région |                                                                                       |
| Vincent Morisse            | 83   |       | LR    | Union pour la région | Maire de Sainte Maxime                                                                |
| Béatrice Manzanares        | 83   |       | UDI   | Union pour la région |                                                                                       |
| Robert Beneventi           | 83   |       | LR    | Union pour la région | Maire de Ollioules                                                                    |
| Véronique Delfaux          | 83   |       | LR    | Union pour la région | Adjointe au maire de Brignoles                                                        |
| Christian Simon            | 83   |       | LR    | Union pour la région |                                                                                       |
| Sandra Torres              | 83   |       | LR    | Union pour la région | Conseillère municipale de La Seyne-sur-Mer                                            |
| Jean Bacci                 | 83   |       | LR    | Union pour la région | Maire de Moissac-Bellevue                                                             |
| Julien Aubert              | 84   |       | LR    | Union pour la région | 3e vice-président Député de la 5e circonscription de Vaucluse                         |
| Bénédicte Martin           | 84   |       | LR    | Union pour la région |                                                                                       |
| Michel Bissiere            | 84   |       | LR    | Union pour la région |                                                                                       |
| Jacqueline Bouyac          | 84   |       | LR    | Union pour la région | Conseillère municipale de Monteux                                                     |
| Louis Biscarrat            | 84   |       | UDI   | Union pour la région | Maire de Jonquières                                                                   |
| Sonia Zidate               | 84   |       | MoDem | Union pour la région | 14e vice-présidente                                                                   |
| Stéphane Sauvageon         | 84   |       | LR    | Union pour la région |                                                                                       |
| Nathalie Czimer-Sylvestre  | 84   |       | LR    | Union pour la région |                                                                                       |
| Jeannine Douzon            | 04   |       | LP    | Front national       | Quitte le Front national en 2017 et rejoint les Patriotes.                            |
| Amaury Navarranne          | 05   |       | FN    | Front national       |                                                                                       |
| Olivier Bettati            | 06   |       | CNIP  | Non-inscrits         | Conseiller municipal de Nice                                                          |
| Claude Jaboulet            | 06   |       | FN    | Front national       | Adjointe au maire de Collongues                                                       |
| Lionel Tivoli              | 06   |       | FN    | Front national       | Conseiller municipal d'Antibes                                                        |
| Anne Kessler               | 06   |       | FN    | Front national       |                                                                                       |
| Philippe Vardon            | 06   |       | FN    | Front national       |                                                                                       |
| Nathalie Pavard            | 06   |       | FN    | Front national       | Conseillère municipale de Mandelieu-la-Napoule                                        |
| Benoit Loeuillet           | 06   |       | FN    | Front national       |                                                                                       |
| Anne Chevalier             | 06   |       | FN    | Front national       | Conseillère municipale de Gignac-la-Nerthe                                            |
| Jean-Pierre Daugreilh      | 06   |       | FN    | Front national       | Conseiller municipal de Vence                                                         |
| Stéphane Ravier            | 13   |       | FN    | Front national       | Sénateur des Bouches-du-Rhône Maire du 7e secteur de Marseille                        |
| Valérie Laupies            | 13   |       | FN    | Front national       | Conseillère municipale de Tarascon                                                    |
| Franck Allisio             | 13   |       | FN    | Front national       |                                                                                       |
| Elisabeth Philippe         | 13   |       | FN    | Front national       | Conseillère municipale de Marseille                                                   |
| José Gonzalez              | 13   |       | FN    | Front national       | Conseiller municipal d'Allauch                                                        |
| Eléonore Bez               | 13   |       | FN    | Front national       |                                                                                       |
| Cédric Dudieuzere          | 13   |       | FN    | Front national       | Adjoint au maire du 7e secteur de Marseille                                           |
| Laurence Leguem            | 13   |       | FN    | Front national       | Conseillère municipale de Roquefort-la-Bédoule                                        |
| Jean-Alexandre Mousset     | 13   |       | FN    | Front national       | Conseiller municipal de Châteaurenard                                                 |
| Sophie Grech               | 13   |       | FN    | Front national       |                                                                                       |
| Gérald Gérin               | 13   |       | FN    | Front national       |                                                                                       |
| Rina Guilbaux              | 13   |       | FN    | Front national       | Conseillère municipale des Pennes-Mirabeau                                            |
| Jean-François Luc          | 13   |       | FN    | Front national       |                                                                                       |
| Sandrine D'Angio           | 13   |       | FN    | Front national       | Adjointe au maire du 7e secteur de Marseille                                          |
| Emmanuel Fouquart          | 13   |       | FN    | Front national       | Conseiller municipal de Martigues                                                     |
| Laure Chevalier            | 13   |       | FN    | Front national       | Conseillère municipale de Gignac-la-Nerthe                                            |
| Marc Étienne Lansade       | 83   |       | FN    | Front national       | Maire de Cogolin                                                                      |
| Christine Meunier          | 83   |       | FN    | Front national       | Adjointe au maire de Fréjus                                                           |
| Frédéric Boccaletti        | 83   |       | FN    | Front national       | Conseiller municipal de Six-Fours                                                     |
| Muriel Fiol                | 83   |       | FN    | Front national       |                                                                                       |
| Jean-Philippe Lecoinnet    | 83   |       | FN    | Front national       |                                                                                       |
| Aline Bertrand             | 83   |       | FN    | Front national       | Conseillère municipale de Toulon                                                      |
| Geoffrey David             | 83   |       | FN    | Front national       | Adjoint au Maire du Luc                                                               |
| Audrey Troin               | 83   |       | FN    | Front national       | Adjointe au maire de Cogolin                                                          |
| Jean-Yves Waquet           | 83   |       | FN    | Front national       | Conseiller municipal de Toulon                                                        |
| Brigitte Lancine           | 83   |       | FN    | Front national       | Adjointe au maire de Fréjus                                                           |
| Marion Maréchal            | 84   |       | FN    | Front national       | Députée de la 3e circonscription de Vaucluse                                          |
| Thibaut de La Tocnaye      | 84   |       | FN    | Front national       | Conseiller municipal de Cavaillon                                                     |
| Anne-Sophie Rigault        | 84   |       | FN    | Front national       | Conseillère municipale d'Avignon                                                      |
| Philippe Lottiaux          | 84   |       | FN    | Front national       | Conseiller municipal d'Avignon                                                        |
| Agapia Enderlin            | 84   |       | FN    | Front national       |                                                                                       |

### 2010-2015

#### Alpes-de-Haute-Provence
| | Identité,                                   | Étiquette | Groupe                                     | Autre mandat                                                                   |
| --- | ------------------------------------------- | --------- | ------------------------------------------ | ------------------------------------------------------------------------------ |
| Liste « Notre région rassemblée, solidaire et écologique avec Michel Vauzelle » (Union de la gauche) - 13 élus |                                             |           |                                            |                                                                                |
| | Christophe Castaner, puis Danielle Clariond | PS        | Socialiste, radical, citoyen et apparentés | Maire de Forcalquier Conseillère municipale de Méolans-Revel                   |
| | Colette Charriau                            | EÉ        |                                            | Ancienne adjointe à la mairie de Digne-les-Bains                               |
| | Jean-Yves Roux, puis...                     | PS        | Socialiste, radical et républicain         | Sénateur des Alpes-de-Haute-Provence, Conseiller général du Canton de La Javie |
| Liste « La France change, ma région doit changer aussi » (Majorité présidentielle) - 1 élue                    |                                             |           |                                            |                                                                                |
| | Éliane Barreille                            | UMP       | Notre Région doit changer                  | Ancien maire de Malijai                                                        |

#### Hautes-Alpes
| | Identité,                                                  | Étiquette | Groupe                                     | Autre mandat                                        |
| --- | ---------------------------------------------------------- | --------- | ------------------------------------------ | --------------------------------------------------- |
| Liste « Notre région rassemblée, solidaire et écologique avec Michel Vauzelle » (Union de la gauche) - 3 élus |                                                            |           |                                            |                                                     |
| | Claire Bouchet (à la suite de la démission de Joël Giraud) | PRG       | Socialiste, radical, citoyen et apparentés |                                                     |
| | Christine Nivou                                            | PS        | Socialiste, radical et républicain         | Ancien maire de Veynes                              |
| | Bernard Jaussaud                                           | PS        | Socialiste, radical et républicain         | Conseiller Municipal de Gap                         |
| Liste « La France change, ma région doit changer aussi » (Majorité présidentielle) - 1 élue                   |                                                            |           |                                            |                                                     |
| | Chantal Eyméoud                                            | UDI       | Notre Région doit changer                  | Maire d'Embrun - Présidente de la Com-Com Embrumais |

#### Alpes-Maritimes
| | Identité,                                             | Étiquette | Groupe                                                     | Autre mandat                                               |
| --- | ----------------------------------------------------- | --------- | ---------------------------------------------------------- | ---------------------------------------------------------- |
| Liste « Notre région rassemblée, solidaire et écologique avec Michel Vauzelle » (Union de la gauche) - 13 élus |                                                       |           |                                                            |                                                            |
| | Patrick Allemand (1er vice-président)                 | PS        | Socialiste, radical et républicain                         | Conseiller municipal de Nice                               |
| | Christine Mirauchaux                                  | PS        | Socialiste, radical et républicain                         |                                                            |
| | André Aschieri (vice-président)                       | EÉ        | Europe Écologie, Les Verts, Partit occitan                 | Maire de Mouans-Sartoux                                    |
| | Anne-Julie Clary                                      | PS        | Socialiste, radical et républicain                         |                                                            |
| | Gérard Piel                                           | PCF       | Front de gauche                                            | Conseiller municipal d'Antibes                             |
| | Joëlle Faguer                                         | EÉ        | Europe Écologie, Les Verts, Partit occitan                 |                                                            |
| | Ladislas Polski                                       | MRC       | Socialiste, radical et républicain                         | Conseiller municipal de La Trinité                         |
| | Pascale Gérard (vice-présidente)                      | PS        | Socialiste, radical et républicain                         | Conseillère municipale de Menton                           |
| | Philippe Mussi                                        | EÉ        | Europe Écologie, Les Verts, Partit occitan                 |                                                            |
| | Marie Tarbouriech puis Fabienne Haloui                | EÉ PCF    | Europe Écologie, Les Verts, Partit occitan Front de gauche | . Conseillère municipale d'Orange                          |
| | Marc Orsatti                                          | PS        | Socialiste, radical et républicain                         | Conseiller municipal de Saint-Laurent-du-Var               |
| | Annabelle Jaeger                                      | EÉ        | Europe Écologie, Les Verts, Partit occitan                 |                                                            |
| | Charles Laugier                                       | PS        | Socialiste, radical et républicain                         |                                                            |
| Liste « La France change, ma région doit changer aussi » (Majorité présidentielle) - 7 élus                    |                                                       |           |                                                            |                                                            |
| | Gaston Franco                                         | UMP       | Notre Région doit changer                                  | Député européen, maire de Saint-Martin-Vésubie             |
| | Dominique Estrosi Sassone puis Josette Filippi-Piazza | UMP       | Notre Région doit changer                                  | Adjointe au maire de Nice Conseillère municipale de Menton |
| | Jean-Pierre Gonzalez                                  | UMP       | Notre Région doit changer                                  | Adjoint au maire d'Antibes                                 |
| | Danièle Tubiana                                       | NC        | Notre Région doit changer                                  | Adjointe au maire de Grasse                                |
| | Richard Galy                                          | UMP       | Notre Région doit changer                                  | Maire de Mougins                                           |
| | Joëlle Martinaux                                      | MPF       | Notre Région doit changer                                  | Adjoint au maire de Nice                                   |
| | Pierre-Paul Leonelli                                  | UMP       | Notre Région doit changer                                  | Adjoint au maire de Nice                                   |
| Liste « Front national » - 5 élus                                                                              |                                                       |           |                                                            |                                                            |
| | Jean-Marie Le Pen                                     | FN        | Front national PACA                                        | Député européen                                            |
| | Lydia Schénardi                                       | FN        | Front national PACA                                        |                                                            |
| | Hubert de Mesmay                                      | FN        | Front national PACA                                        |                                                            |
| | Monique Lartigue                                      | FN        | Front national PACA                                        | Conseillère municipale de Cagnes-sur-Mer                   |
| | Sébastien Copin                                       | FN        | Front national PACA                                        |                                                            |

#### Bouches-du-Rhône
| Conseiller               | Étiquette | Groupe  | Autres mandats/fonctions |
| ------------------------ | --------- | ------- | ------------------------ |
| Avi Assouly              |           | SRR     |                          |
| Marie-Claude Aucouturier |           | FN      |                          |
| Valérie Audibert         |           | FN      |                          |
| Maurice Battin           |           | NRDC    |                          |
| Mireille Benedetti       |           | NRDC    |                          |
| Eléonore Bez             |           | FN      |                          |
| Nadia Boulainseur        |           | SRR     |                          |
| Sophie Camard            |           | EÉLV-PO |                          |
| Jean-Louis Canal         |           | SRR     |                          |
| Jean Chorro              |           | NRDC    |                          |
| Laurent Comas            |           | FN      |                          |
| Bernard Deflesselles     |           | NRDC    |                          |
| Sophie Degioanni         |           | SRR     |                          |
| Annick Delhaye           |           | EÉLV-PO |                          |
| Stéphane Durbec          |           | NI-NA   |                          |
| Françoise Floupin        |           | SRR     |                          |
| Gérard Frisoni           |           | SRR     |                          |
| Arlette Fructus          |           | NRDC    |                          |
| Bruno Genzana            |           | NRDC    |                          |
| Gérald Gérin             |           | FN      |                          |
| Catherine Giner          |           | NRDC    |                          |
| Hervé Guerrera           |           | EÉLV-PO |                          |
| Alain Hayot              |           | FdG     |                          |
| Georges Hovsepian        |           | SRR     |                          |
| Sébastien Jibrayel       |           | SRR     |                          |
| Myriam Lamare            |           | SRR     |                          |
| Valérie Laupies          |           | FN      |                          |
| Luc Léandri              |           | FdG     |                          |
| Nathalie Lefebvre        |           | FdG     |                          |
| Gaëlle Lenfant           |           | SRR     |                          |
| Jacques Lerichomme       |           | FdG     |                          |
| Heidia Maoui             |           | SRR     |                          |
| Bernard Marandat         |           | FN      |                          |
| Anne Mesliand            |           | FdG     |                          |
| Bernard Morel            |           | SRR     |                          |
| Alain Nicolas            |           | EÉLV-PO |                          |
| Fatima Orsatelli         |           | SRR     |                          |
| Jean-Yves Petit          |           | EÉLV-PO |                          |
| Élisabeth Philippe       |           | FN      |                          |
| Mohamed Rafaï            |           | SRR     |                          |
| Nora Remadnia-Preziosi   |           | NRDC    |                          |
| Karima Rezoug            |           | SRR     |                          |
| Monique Robineau         |           | NRDC    |                          |
| Aïcha Sif                |           | EÉLV-PO |                          |
| Pierre Souvet            |           | EÉLV-PO |                          |
| Daniel Sperling          |           | NRDC    |                          |
| Michèle Tregan           |           | SRR     |                          |
| Michel Vauzelle          |           | SRR     |                          |
| Jocelyn Zeitoun          |           | SRR     |                          |

#### Vaucluse
|  | Identité              | Étiquette | Autres mandats                                 |
|  | --------------------- | --------- | ---------------------------------------------- |
|  | Frédéric Boccaletti   | FN        | -                                              |
|  | Jean-Michel Ferrand   | UMP       | Conseiller général du canton de Carpentras-Sud |
|  | Alain Gabert          | PS        | Maire de Monieux                               |
|  | Anne-Marie Hautant    | POC       | Conseillère municipale d'Orange                |
|  | Cécile Helle          | PS        | -                                              |
|  | Jean-Louis Joseph     | PS        | Maire de La Bastidonne                         |
|  | Christine Lagrange    | PS        | Conseillère municipale d'Avignon               |
|  | Thierry Mariani       | UMP       | -                                              |
|  | Bénédicte Martin      | UMP       | Maire-adjointe de Malaucène                    |
|  | Pierre Meffre         | PS        | Maire de Vaison-la-Romaine                     |
|  | Jacques Olivier       | EELV      | Maire du Thor                                  |
|  | Marie-Odile Rayé      | FN        | -                                              |
|  | Thibaut de La Tocnaye | FN        | -                                              |
|  | Stéphanie Van Muysen  | FG        | Conseillère municipale d'Arles                 |

### 2004-2010

#### Alpes-Maritimes
| | Identité                              | Étiquette         | Groupe,                                                       | Autre mandat                                                               |
| --- | ------------------------------------- | ----------------- | ------------------------------------------------------------- | -------------------------------------------------------------------------- |
| Liste « Gauche unie et écologistes » - 14 élus                                                                  |                                       |                   |                                                               |                                                                            |
| | Patrick Allemand (1er vice-président) | PS                | Socialiste, radical, citoyen et apparentés                    | Conseiller municipal de Nice                                               |
| | Pascale Gérard                        | PS                | Socialiste, radical, citoyen et apparentés                    | Conseillère municipale de Menton                                           |
| | Gérard Piel (vice-président)          | PCF               | Communistes et partenaires                                    | Conseiller municipal d'Antibes                                             |
| | Christine Mirauchaux                  | PS                | Socialiste, radical, citoyen et apparentés                    |                                                                            |
| | Edgar Malausséna                      | Les Verts puis PG | Verts et app. puis Socialiste, radical, citoyen et apparentés |                                                                            |
| | Éliane Guigo                          | PCF               | Communistes et partenaires                                    |                                                                            |
| | Antoine Damiani puis Apolline Crapiz  | PS                | Socialiste, radical, citoyen et apparentés                    | Maire de Carros Conseillère municipale de Cannes                           |
| | Anne-Julie Clary                      | PS                | Socialiste, radical, citoyen et apparentés                    |                                                                            |
| | André Aschieri                        | DVG               | Socialiste, radical, citoyen et apparentés                    | Maire de Mouans-Sartoux                                                    |
| | Juliette Chesnel-Le Roux              | Les Verts         | Verts et apparentés                                           |                                                                            |
| | Pierre Bernasconi                     | PCF               | Communistes et partenaires                                    |                                                                            |
| | Micaëla Darmon-Vassileff              | Les Verts         | Verts et apparentés                                           |                                                                            |
| | Marc Daunis puis Jean Nicolas         | PS puis PG        | Socialiste, radical, citoyen et apparentés                    | Maire de Valbonne Adjoint au maire de Lucéram                              |
| | Adeline Mouton                        | PCF               | Communistes et partenaires                                    | Conseillère municipale de La Trinité                                       |
| Liste « Choisissons la carte de l'avenir » - 8 élus                                                             |                                       |                   |                                                               |                                                                            |
| | Michèle Tabarot puis Josette Filippi  | UMP               | UMP, NC et apparentés                                         | Députée de la 9e circonscription Conseillère municipale de Menton          |
| | Rudy Salles puis Daniel Mansanti      | UDF puis NC UMP   | UMP, NC et apparentés                                         | Député de la 3e circonscription Maire de Théoule-sur-Mer                   |
| | Juliana Chichmanian-Delpy             | UMP               | UMP, NC et apparentés                                         | Adjointe au maire de Nice                                                  |
| | Jean-Pierre Gonzalez                  | UMP               | UMP, NC et apparentés                                         | Premier adjoint au maire d'Antibes                                         |
| | Dominique Estrosi Sassone             | UMP               | UMP, NC et apparentés                                         | Adjointe au maire de Nice                                                  |
| | Jean-Pierre Mangiapan                 | UMP               | UMP, NC et apparentés                                         | Conseiller général de Nice-6, 1er adjoint au maire de Villefranche-sur-Mer |
| | Danielle Tubiana                      | UDF puis NC       | UMP, NC et apparentés                                         | Adjointe au maire de Grasse                                                |
| | Bernard Baudin                        | SE puis UMP       | UMP, NC et apparentés                                         | Conseiller municipal de Nice                                               |
| Liste « Front national pour la Provence, les Alpes et la Côte d'Azur présentée par Jean-Marie Le Pen » - 4 élus |                                       |                   |                                                               |                                                                            |
| | Jules Luccioni                        | SE,               | Front national puis Non-inscrits                              |                                                                            |
| | Marie-Rose Prat                       | FN                | Front national puis Non-inscrits                              | Conseillère municipale de Roquefort-les-Pins                               |
| | Max Baeza                             | FN                | Front national                                                |                                                                            |
| | Sonia Arrouas                         | FN                | Front national puis Non-inscrits                              |                                                                            |

### 1992-2004

#### Alpes-Maritimes
|                                 | Identité,                                 | Étiquette                 | Groupe,                                                                          | Autre mandat                                                               |
| ------------------------------- | ----------------------------------------- | ------------------------- | -------------------------------------------------------------------------------- | -------------------------------------------------------------------------- |
| Liste RPR-UDF-MPF - 10 élus     |                                           |                           |                                                                                  |                                                                            |
|                                 | Christian Estrosi puis Pierre Ferrari     | RPR puis UMP UDF          | RPR et apparentés puis UMP, UDF et apparentés UMP, UDF et apparentés             | Député de la 5e circonscription                                            |
|                                 | Michèle Tabarot puis ?                    | UDF ?                     | UDF-DL ?                                                                         | Maire du Cannet, conseillère générale du Cannet -                          |
|                                 | Gilbert Stellardo                         | RPR puis UMP              | RPR et apparentés puis UMP, UDF et apparentés                                    | 1er adjoint au maire de Nice                                               |
|                                 | André Barthe                              | UDF puis UMP              | UDF-DL puis UMP, UDF et apparentés                                               | Adjoint au maire de Nice                                                   |
|                                 | Charles Ange Ginésy                       | RPR puis UMP              | RPR et apparentés puis UMP, UDF et apparentés                                    | 1er adjoint au maire de Péone puis maire de Péone                          |
|                                 | Jean-Pierre Gonzalez                      | UDF puis UMP              | UDF-DL puis UMP, UDF et apparentés                                               |                                                                            |
|                                 | Colette Giudicelli puis André-Luc Seither | UDF puis UMP RPR puis UMP | UDF-DL puis UMP, UDF et apparentés RPR et apparentés puis UMP, UDF et apparentés | Conseillère générale de Menton-Est, 1re adjointe au maire de Menton -      |
|                                 | Gérard Nirascou                           | RPR puis UMP              | RPR et apparentés puis UMP, UDF et apparentés                                    | Maire de Saint-Jeannet                                                     |
|                                 | Jacqueline Mathieu-Obadia puis ?          | RPR ?                     | RPR et apparentés ?                                                              | 2e adjointe au maire de Nice puis députée de la 2e circonscription -       |
|                                 | Jérôme Rivière                            | UDF puis UMP              | UDF-DL puis UMP, UDF et apparentés                                               |                                                                            |
| Liste Front national - 9 élus   |                                           |                           |                                                                                  |                                                                            |
|                                 | Jean-Marie Le Pen puis Jean-Paul Ripoll   | FN MNR                    | FN Droites indépendantes et apparentés                                           | Député européen -                                                          |
|                                 | Marie-Rose Prat                           | FN                        | FN                                                                               |                                                                            |
|                                 | Gérard De Gubernatis                      | FN                        | FN                                                                               |                                                                            |
|                                 | Jean-Pierre Schénardi                     | FN                        | FN                                                                               |                                                                            |
|                                 | Albert Peyron puis Jean Thiéry            | FN                        | FN FN                                                                            | Conseiller municipal de Cannes -                                           |
|                                 | Jean-Pierre Gost                          | FN puis MNR puis app. RPR | FN puis Non-inscrits puis RPR et apparentés puis UMP, UDF et app.                | Conseiller municipal de Nice                                               |
|                                 | Rémy François                             | FN puis app. RPR          | FN puis Non-inscrits puis RPR et app, puis UMP, UDF et app.                      |                                                                            |
|                                 | Jean-Claude Frappa                        | FN                        | FN                                                                               |                                                                            |
|                                 | Robert Crépin                             | FN puis RPF,              | FN puis RPR et app, puis Droites indépendantes et app.                           | Conseiller municipal de Vallauris                                          |
| Liste Gauche plurielle - 9 élus |                                           |                           |                                                                                  |                                                                            |
|                                 | Patrick Allemand                          | PS                        | Socialiste, radical, Vert et citoyen                                             | Conseiller général de Nice-12                                              |
|                                 | Gérard Piel                               | PCF                       | Communiste et partenaires                                                        |                                                                            |
|                                 | Odette Boivin                             | PS                        | Socialiste, radical, Vert et citoyen                                             |                                                                            |
|                                 | Patrick Mottard puis Antoine Damiani      | PS                        | Socialiste, radical, Vert et citoyen Socialiste, radical, Vert et citoyen        | Conseiller municipal de Nice, conseiller général de Nice-5 Maire de Carros |
|                                 | Edgar Malausséna                          | Les Verts                 | Socialiste, radical, Vert et citoyen                                             | Maire de Villars-sur-Var                                                   |
|                                 | Jacques Tibéri                            | PCF                       | Communiste et partenaires                                                        |                                                                            |
|                                 | Pascale Gérard                            | PS                        | Socialiste, radical, Vert et citoyen                                             |                                                                            |
|                                 | Marc Daunis                               | PS                        | Socialiste, radical, Vert et citoyen                                             | Maire de Valbonne                                                          |
|                                 | Pierre Bernasconi                         | PCF                       | Communiste et partenaires                                                        |                                                                            |